# 月野木正雄
月野木 正雄（つきのき まさお、1888年（明治21年）11月17日 - 1972年（昭和47年）4月15日）は、大日本帝国陸軍軍人。最終階級は陸軍少将。功四級

## 経歴
鹿児島県出水郡、のちの出水市で生まれた。陸軍士官学校第22期卒業。1936年（昭和11年）8月に独立山砲兵第3連隊長に就任し、1937年（昭和12年）8月2日に陸軍砲兵大佐に進級した。盧溝橋事件発生後に戦線が拡大する中、日中戦争に出動。1938年（昭和13年）7月に近衛野砲兵連隊長に転じ、8月に南寧に出動した。
1941年（昭和16年）3月に陸軍少将に進級と同時に第13軍兵器部長に就任し、1942年（昭和17年）10月に長崎要塞司令官に転じた。1945年（昭和20年）4月1日に西部軍管区司令部附となり、4月30日に待命、5月1日に予備役に編入された。
1947年（昭和22年）11月28日、公職追放仮指定を受けた。